# ماریان اینسلی
ماریان اینسلی (انگلیسی: Marian Ainslee؛ ۵ ژانویه ۱۸۹۶ – ۲ آوریل ۱۹۶۶) فیلم‌نامه‌نویس و پژوهش‌گر اهل ایالات متحده آمریکا بود.
از فیلم‌هایی که وی در آن‌ها نقش داشته‌است، می‌توان به شگفتی زنان، بوسه، سبکبار و بی‌خیال، پل سن لوئیس ری، رؤیای عشق، دختران رقصنده ما، عشق، بانوی مرموز، جسم و شیطان، بیوه سرمست و همسران احمق اشاره نمود.